# Brighton (Illinois)
Brighton es una villa ubicada en el condado de Macoupin en el estado estadounidense de Illinois. En el Censo de 2010 tenía una población de 2254 habitantes y una densidad poblacional de 454,93 personas por km².

## Geografía
Brighton se encuentra ubicada en las coordenadas 39°2′26″N 90°8′26″O / 39.04056, -90.14056. Según la Oficina del Censo de los Estados Unidos, Brighton tiene una superficie total de 4.95 km², de la cual 4.85 km² corresponden a tierra firme y (2.04%) 0.1 km² es agua.

## Demografía
Según el censo de 2010, había 2254 personas residiendo en Brighton. La densidad de población era de 454,93 hab./km². De los 2254 habitantes, Brighton estaba compuesto por el 98.27% blancos, el 0.13% eran afroamericanos, el 0.35% eran amerindios, el 0% eran asiáticos, el 0% eran isleños del Pacífico, el 0.31% eran de otras razas y el 0.93% pertenecían a dos o más razas. Del total de la población el 1.11% eran hispanos o latinos de cualquier raza.